# Luiz Rocha Neto
Luiz Rocha Neto (Alterosa), é um político brasileiro, filiado ao PT. Nas eleições de 2022, foi eleito deputado estadual por MG.